# Perbromate

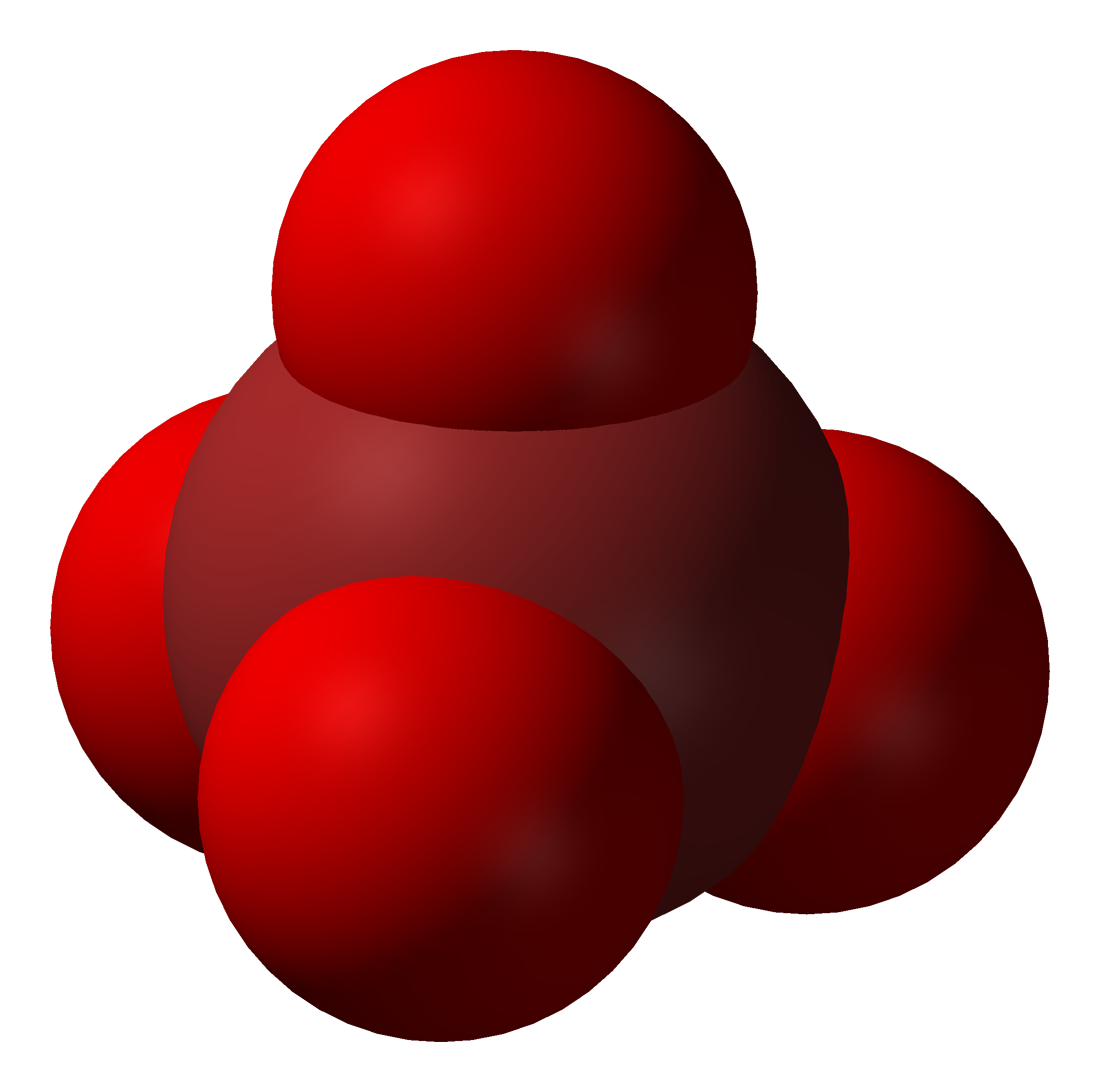
Structure de l'anion perbromate.

L'ion perbromate est l'espèce chimique de formule BrO4−. Cet oxyanion de brome est la base conjuguée de l'acide perbromique HBrO4, dans lequel l'atome de brome est à l'état d'oxydation +7. Contrairement à ses analogues perchlorate ClO4− et periodate IO4−, il est assez difficile à produire. C'est un oxydant fort, dont le potentiel d'oxydoréduction pour le couple BrO4−/Br− vaut +0,68 V à pH = 14, comparable à celui de l'ion sélénite SeO32−. Il présente une géométrie tétraédrique.
Par extension, le terme perbromate désigne également tous les composés contenant cet anion ou le groupe fonctionnel –OBrO3.
Les tentatives de synthèse de perbromates se sont montrées infructueuses jusqu'en 1968, où il a finalement été obtenu par désintégration β de sels de sélénium 83, :
83SeO2−
4 → 83BrO−
4 + β−.
Il a par la suite été produit par électrolyse de bromate de lithium LiBrO3, mais avec un faible rendement. L'acide perbromique HBrO4 peut ensuite être obtenu par protonation de l'ion perbromate.
Une méthode efficace de production de perbromate consiste à oxyder du bromate avec du fluor en conditions basiques :
BrO3− + F2 + 2 OH− → BrO4− + 2 F− + H2O.
Ce mode de synthèse est bien plus facile à réaliser à grande échelle que l’électrolyse ou l'oxydation par le difluorure de xénon XeF2. Une voie de synthèse encore plus efficace a été proposée en 2011 avec la réaction d'ions hypobromite BrO− et bromate BrO3− en solution alcaline d'hypobromite de sodium NaBrO.